# Papiro 62

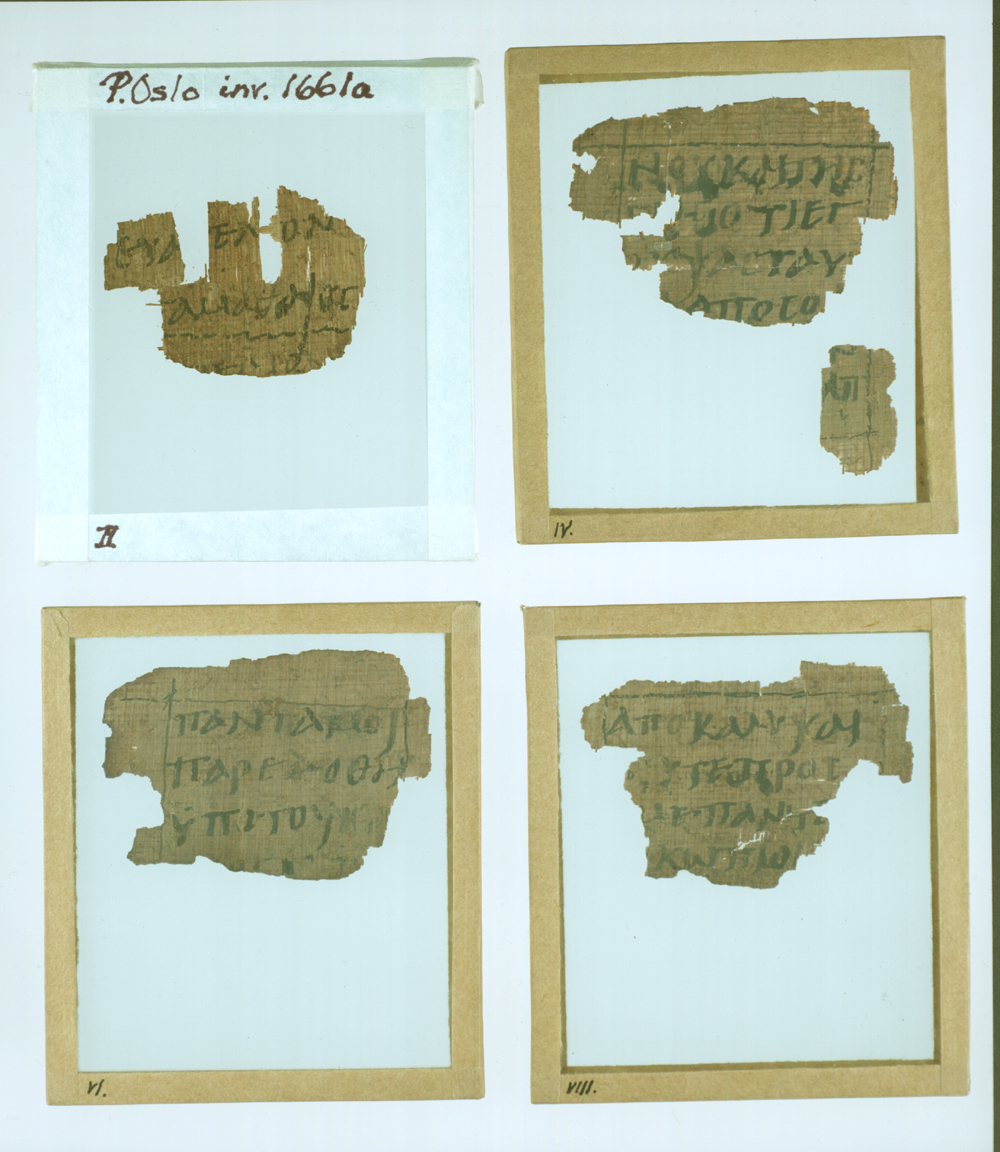
Papiro 62.

El Papiro 62 (en la numeración Gregory-Aland) designado como {\displaystyle {\mathfrak {P}}}62, es una copia antigua de una parte del Nuevo Testamento y de la Biblia Septuaginta en griego y copto. Es un manuscrito en papiro del Evangelio de Mateo y contiene en idioma griego los capítulos 11:25; 11:25; 11:25-26; 11:27; 11:27; 11:27-28; 11:28-29; 11:29-30; 11:30 y en copto 11:25-29. Ha sido asignado paleográficamente al siglo IV.
El manuscrito fue encontrado en Egipto y fechado al siglo IV por el Instituto de Investigación Textual del Nuevo Testamento (en alemán: Institut für neutestamentliche Textforschung — INTF). El texto fue publicado por Amundsen en 1945 y examinado por Maldfeld, Kurt Treu y Karl Jaroš. 
El texto que aún se encuentra contiene los versículos 11: 25-30 y están fragmentados. Contiene también fragmentos del Libro de Daniel 3: 51-53 y Odas (Papiro 994 Rahlfs). El texto griego de este códice es un representante del Tipo textual alejandrino, también conocido neutral o egipcio. Kurt Aland la designó a la Categoría II de los manuscritos del Nuevo Testamento.
Se encuentra en la biblioteca de la Universidad de Oslo (Inv. 1661), en Oslo.

## Texto en griego
[25.] εν εκεινω τω καιρω̣ αποκριθεις̣ ειπεν ο [ι̅ς̅] ε̣[ξομολογο]υ[μαι] [σοι] [π̅ρ̅] κ̅[ε̅] [του] [ουρα]
νου και της γ̣η̣ς οτι εγρ̣υ̣ψας ταυ[τ]α̣ απο σο[φων] [και] [συ]ν̣[ετων] [και] απ[εκαλυψας]
αυτα νηπιοις [26.] ναι ο πη̅ρ οτι ουτως ευδοκι̣[α] –
[27.] παντα μοι παρεδοθη υπο̣ του π̣α̣τ̣[ρ]ο̣ς̣ μ̣ο̣υ̣ – [υι]
ον ει μη ο πατηρ ουδε το[ν] πατερα τ[ις] [ε]π̣ιγινω[σκει] –
αποκαλυψαι [28.] δ̣ε̣υτε προς μ̣ε παντε[ς] [οι] κοπιον̣[τες] – [αναπα]
υσω υμας [29.] α̣ρατε τον ζ̣υ̣[γο]ν μου εφ̣ [υμ]α̣ς̣ και μ̣α[θετε] – [τα]
πεινος τ̣η κ[αρ]δ̣ια και ευ[ρ]η̣σ̣ε̣τε αν̣[απα]υ̣σιν ταις – [30.] –
και τ̣ο φορτιον μου ελα̣[φρο]ν εστιν

## Galería

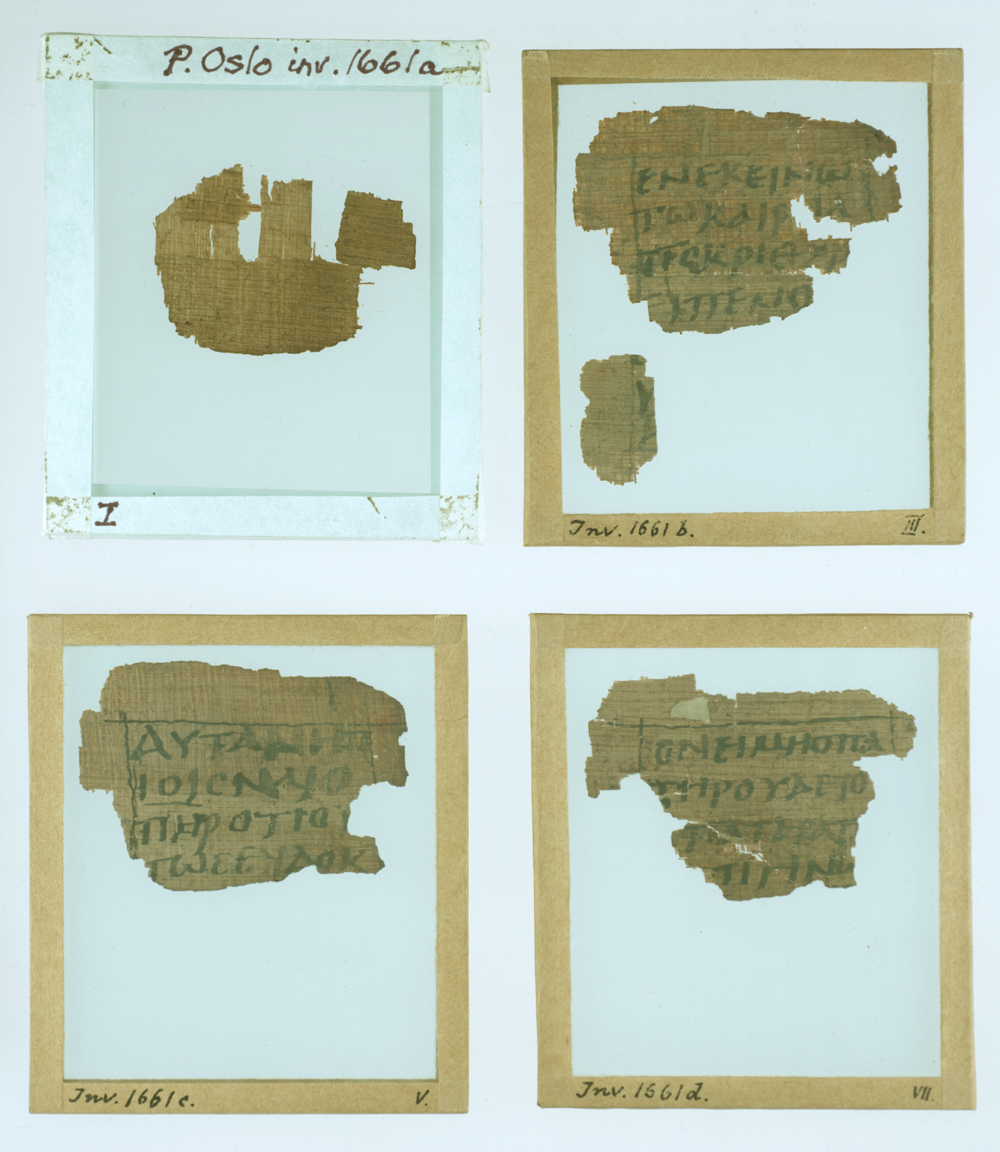
Mat 11.25-30 recto 1 3 5 7
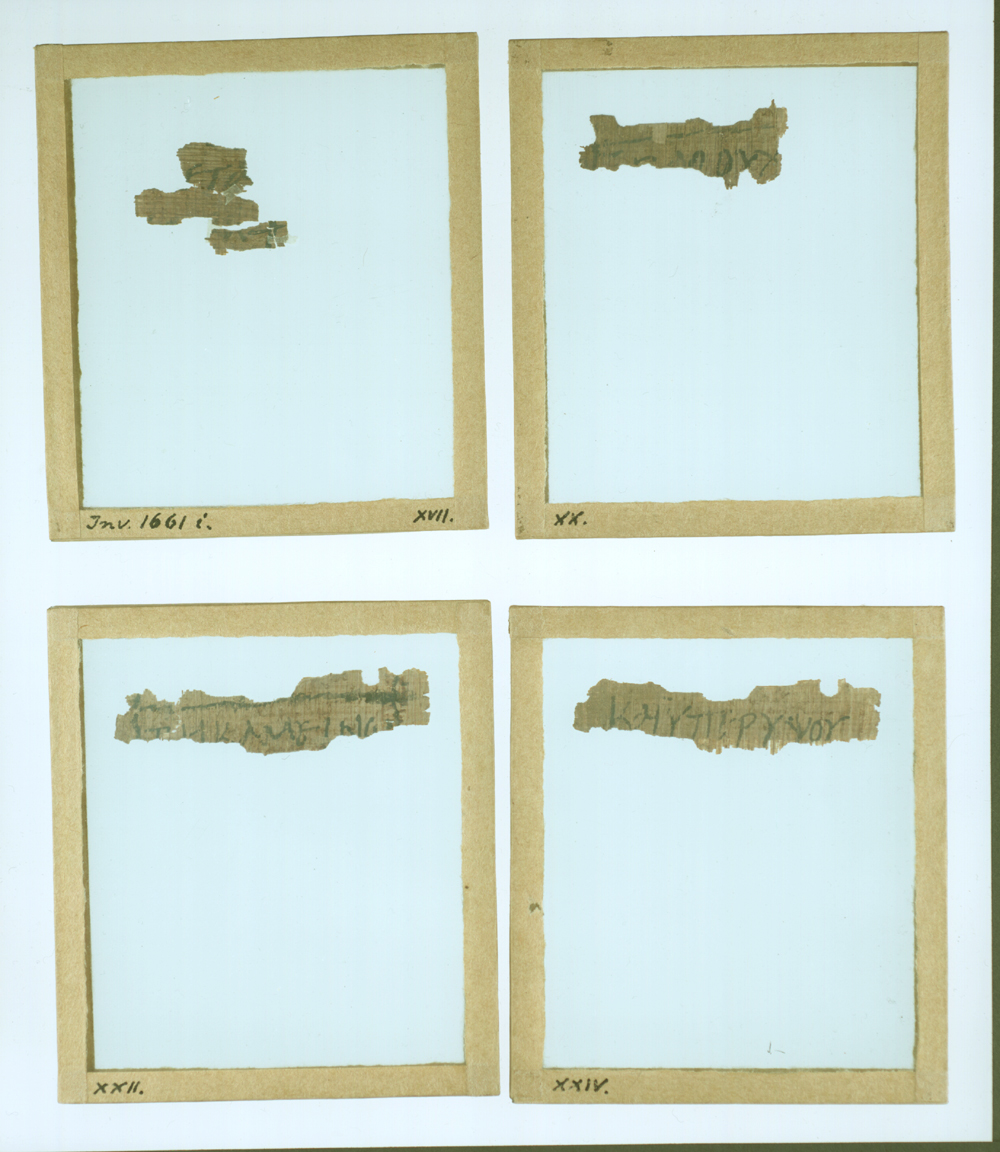
Mat 11.25-30 verso 18 20 22 24
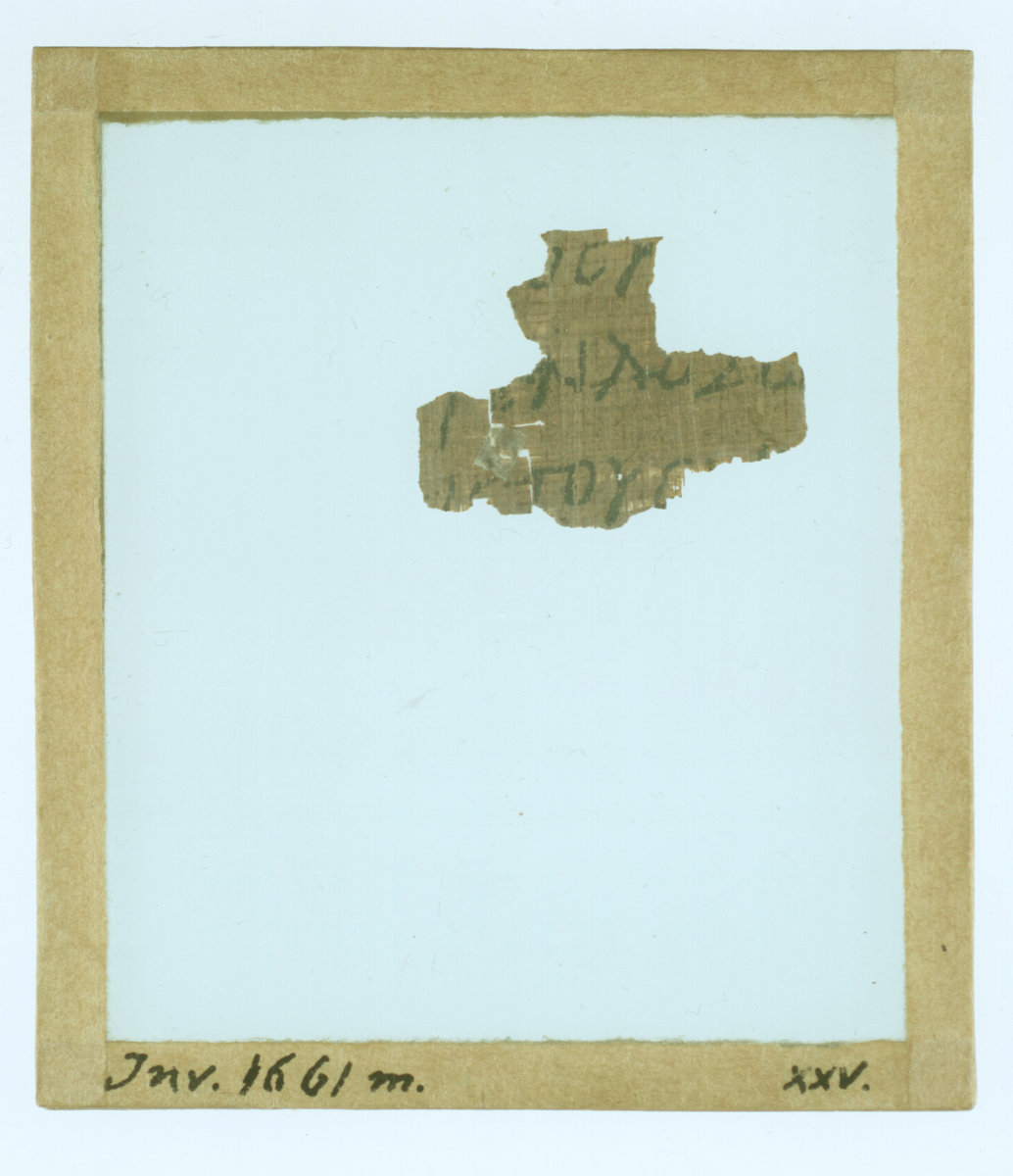
Mat 11.25-30 recto 25
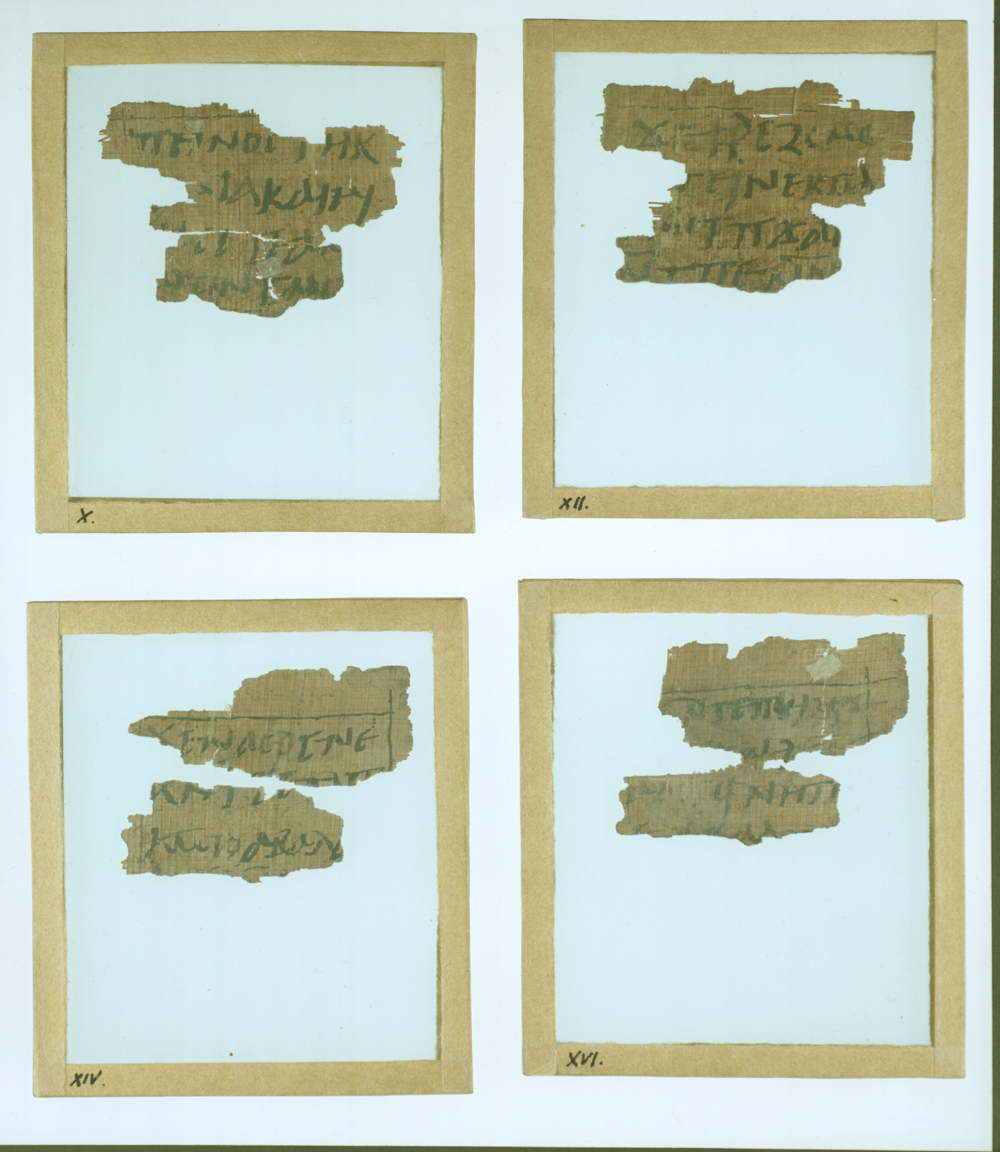
Mat 11.25-30 verso 10 12 14 16